# Hiaat (fonetiek)
Met een hiaat wordt in de fonetiek het verschijnsel bedoeld dat twee opeenvolgende klinkers beide afzonderlijk worden uitgesproken en dus niet als één klank. Dit gebeurt soms met invoeging van een glottisslag. Er wordt meer in het bijzonder gesproken van klinkerbotsing wanneer een hiaat bestaat uit twee opeenvolgende klinkers die normaal gesproken als één klank worden uitgesproken, zoals in na-apen en ge-ergerd.

## Schrijfwijze
In de spelling van het Nederlands - dat wel hiaten kent - wordt een hiaat door middel van een trema weergegeven, zoals in de woorden geërgerd en coöperatief. In het Engels gebruikte men vroeger ook dit leesteken, maar tegenwoordig wordt een hiaat in het Engels meestal met behulp van een koppelteken (hyphen) weergegeven (co-operation), behalve in sommige leenwoorden zoals Noël (Kerstmis).

## Toegepaste strategieën om hiaten te mijden
In veel talen worden hiaten bij voorkeur gemeden, omdat ze de articulatie over het algemeen bemoeilijken. De volgende fonetische strategieën worden daarbij het meest toegepast:
- Opeenvolgende klinkers worden zo veel mogelijk geassimileerd of gewoon weggelaten ("gedeleerd"; zie ook elisie)
- Er kan een medeklinker worden ingevoegd, zoals in het Franse zinnetje va-t-on? ("gaan we?").
- In de Griekse en Latijnse poëzie worden hiaten meestal gemeden door middel van elisie of - minder vaak - door middel van eferesis, het weglaten van de eerste klinker van het tweede woord (Grieks: ὦ ἄναξ ỗ ánaks, vocatief van "koning" → ὦ ῎ναξ ỗ ’naks).
- Andere in het Grieks en Latijn toegepaste strategieën zijn combinaties van synalephe en crasis, wat neerkomt op een contractie van de laatste klinker van het eerste woord en de eerste klinker van het tweede.
- Het verkorten van lange eindklinkers, wat meestal plaatsvindt in combinatie met de vorige strategie.
- Het omvormen van eindklinkers tot halfklinkers, bijvoorbeeld: /ai/? → /aj/?, /au/? → /aw/?).
- Het omvormen van bepaalde woorden (hoofdzakelijk clitica) tot andere woorden, wat in feite een soort verbastering. In het Frans gebeurt dit met name met de vrouwelijke vorm van bezittelijke voornaamwoorden. Zo verandert wat volgens de grammaticale regels ma âme ("mijn geest, ziel") zou moeten zijn in mon âme.

Omdat ze over de woordgrenzen heen gelden, behoren al deze strategieën tot de postlexicale regels.